# Exobasidiales
De Exobasidiales vormen een orde van Exobasidiomycetes uit de subklasse van de Exobasidiomycetidae. Er behoren 4 families, 18 geslachten en 83 soorten tot deze orde.
Van de soorten uit deze orde worden de basidia geproduceerd in een laagje op de oppervlakte van geparasiteerde vaatplanten.

## Taxonomie
De taxonomische indeling van de Exobasidiales is als volgt:
- Orde: Exobasidiales
  - Familie: Brachybasidiaceae
  - Familie: Cryptobasidiaceae
  - Familie: Exobasidiaceae
  - Familie: Graphiolaceae

Niet ingedeeld in een familie:
- Orde: Exobasidiales
  -     - Geslacht Cladosterigma